# Antitactos
Los antitactos fueron unos herejes gnósticos, llamados así porque al confesar que Dios, creador del universo, era bueno y justo, sostenían que una de sus criaturas había sembrado la cizaña, es decir, creado el mal moral, y había obligado a la humanidad a seguirle y ponerse en oposición con Dios. 
De ahí procede su nombre, de «Antytasso»: yo me opongo, yo combato. Añadían que los mandamientos de la ley estaban basados sobre malos principios y lejos de considerar como un crimen el quebrantarlos, creían vindicar a Dios y hacerse agradables a sus ojos violándolos. Fueron precursores de los maniqueos. 